# Ibrahim Amadou
Ibrahim Amadou (* 6. April 1993 in Douala, Kamerun) ist ein französischer Fußballspieler, der bei Shanghai Shenhua in China unter Vertrag steht. Er ist sowohl als Defensiver Mittelfeldspieler als auch als Innenverteidiger einsetzbar.

## Karriere

### Verein
Ibrahim Amadou wurde in Douala, Kamerun geboren und kam im Alter von vier Jahren nach Colombe in Frankreich, wo er für den lokalen Verein Cheminots de l’Ouest mit dem Fußballspielen begann. Nach vier Jahren bei RC Paris wechselte er 2008 in die Jugendakademie des AS Nancy. Sein Profidebüt bestritt er am 26. März 2013 im Spiel gegen Stade Brest.
Am 16. Juli 2015 unterschrieb Amadou einen Vierjahresvertrag bei OSC Lille. Für Lille debütierte er am ersten Spieltag der Saison 2015/16 gegen Paris Saint-Germain. Sein erstes Tor erzielte er am 12. März 2016 beim 2:1-Sieg gegen den SC Bastia. In der nächsten Saison 2016/17 war Amadou bereits unumstrittener Stammspieler im defensiven Mittelfeld bei Lille. Zur Saison 2017/18 wurde er von Trainer Marcelo Bielsa zum Kapitän ernannt. Am 13. August 2017 agierte er ab Minute 63 im Tor, da Mike Maignan des Feldes verwiesen wurde und Lille nicht mehr wechseln konnte.
Am 2. Juli 2018 unterschrieb Amadou beim Primera-División-Verein FC Sevilla einen Vierjahresvertrag. In der Saison 2018/19 kam er unregelmäßig zum Einsatz und absolvierte 17 Ligaspiele.
Am 7. August 2019 wechselte er in einem Leihgeschäft zum englischen Premier-League-Aufsteiger Norwich City, welche sich außerdem eine optionale Kaufoption für den Mittelfeldspieler sicherten. Bereits am 30. Januar 2020 wurde nach 11 Ligaeinsätzen Amadous für die Canaries die Leihe vorzeitig beendet. Am selben Tag wurde er bis Saisonende direkt an den spanischen Erstligisten CD Leganés weiterverliehen. Dort absolvierte er 10 Ligaspiele und kehrte anschließend zum FC Sevilla zurück.
Am 5. Oktober 2020 wechselte er für ein Jahr auf Leihbasis zum SCO Angers. Der französische Erstligist sicherte sich zusätzlich dazu eine Kaufoption. Diese wurde allerdings nicht gezogen und Amadou kehrte nach Sevilla zurück. Nachdem er dort zu keinem weiteren Einsatz mehr gekommen war, wurde er im Januar 2022 fest an den FC Metz abgegeben. Im September 2022 verließ er Metz wieder und wechselte zu seinem ehemaligen Verein SCO Angers. Auch in Angers war bereits kurze Zeit später im März 2023 Schluss und er schloss sich Shanghai Shenhua an.

### Nationalmannschaft
Amadou wurde in Kamerun geboren, wuchs aber in Frankreich auf und wäre deshalb für beide Nationen spielberechtigt. Er war bisher zweimal für Frankreichs U-19 im Einsatz. Im Dezember 2016 wurde er in den Kader Kameruns einberufen, welcher die Nation beim Afrika-Cup 2017 vertreten sollte, lehnte diese Einladung jedoch ab.